# Aysenia araucana
Aysenia araucana är en spindelart som beskrevs av Ramírez 2003. Aysenia araucana ingår i släktet Aysenia och familjen spökspindlar. Inga underarter finns listade.